# المدرسة الأسترالية الدولية في هونغ كونغ
المدرسة الأسترالية الدولية في هونغ كونغ هي مدرسة دولية خاصة تقع في هونغ كونغ، الصين.

## الروابط الخارجية
1. ↑  "HKIA Medal of the Year". The Hong Kong Institute of Architects. مؤرشف من الأصل في 2007-09-29. اطلع عليه بتاريخ 2007-08-16.

- Official website